# Anaphalis sulphurea
Anaphalis sulphurea là một loài thực vật có hoa trong họ Cúc. Loài này được (Trimen) Grierson mô tả khoa học đầu tiên năm 1974.